# Lijst van voetbalinterlands Dominicaanse Republiek - Guyana
Deze lijst van voetbalinterlands is een overzicht van alle officiële voetbalwedstrijden tussen de nationale teams van de Dominicaanse Republiek en Guyana. De landen speelden tot op heden een keer tegen elkaar. Dat was een kwalificatiewedstrijd voor de Caribbean Cup 2007 op 28 november 2006 in Georgetown.

## Wedstrijden
| № | Plaats     | Datum            | Competitie                      | Wedstrijd                       | Uitslag |
| - | ---------- | ---------------- | ------------------------------- | ------------------------------- | ------- |
| 1 | Georgetown | 28 november 2006 | Caribbean Cup 2007 kwalificatie | Guyana − Dominicaanse Republiek | 4 − 0   |

## Samenvatting
| Competitie                 | Totaal gespeeld | Winst Dom. Rep. | Gelijk | Winst Guyana | Doelsaldo Dom. Rep. – Guyana |
| -------------------------- | --------------- | --------------- | ------ | ------------ | ---------------------------- |
| Caribbean Cup-kwalificatie | 1               | 0               | 0      | 1            | 0 − 4                        |
| Totaal                     | 1               | 0               | 0      | 1            | 0 − 4                        |

Wedstrijden bepaald door strafschoppen worden, in lijn met de FIFA, als een gelijkspel gerekend.
FEDOFUTBOL · A-internationals · Bondscoaches · Vrouwenvoetbalelftal van de Dominicaanse Republiek
1970 – 1979 ·
1980 – 1989 ·
1990 – 1999 ·
2000 – 2009 ·
2010 – 2019 ·
2020 − 2029
Amerikaanse Maagdeneilanden ·
Anguilla ·
Antigua en Barbuda ·
Aruba ·
Bahama's ·
Barbados ·
Belize ·
Bermuda ·
Britse Maagdeneilanden ·
Chili ·
Costa Rica ·
Cuba ·
Curaçao ·
Dominica ·
El Salvador ·
Guatemala ·
Guyana ·
Haïti ·
Indonesië ·
Kaaimaneilanden ·
Montserrat ·
Nederlandse Antillen ·
Nicaragua ·
Panama ·
Peru ·
Puerto Rico ·
Saint Kitts en Nevis ·
Saint Lucia ·
Saint Vincent en de Grenadines ·
Servië ·
Suriname ·
Trinidad en Tobago ·
Turks- en Caicoseilanden ·
Venezuela ·
Verenigde Arabische Emiraten
GFF · A-internationals · Olympisch elftal · Guyaans vrouwenelftal
Amerikaanse Maagdeneilanden ·
Anguilla ·
Antigua en Barbuda ·
Aruba ·
Bahama's ·
Barbados ·
Belize ·
Bermuda ·
Bolivia ·
Cambodja ·
Costa Rica ·
Cuba ·
Dominica ·
Dominicaanse Republiek ·
El Salvador ·
Ethiopië · 
Grenada ·
Guatemala ·
Haïti ·
India ·
Indonesië ·
Jamaica ·
Kaaimaneilanden ·
Kaapverdië ·
Mexico ·
Montserrat ·
Nederlandse Antillen ·
Panama ·
Puerto Rico ·
Saint Kitts en Nevis ·
Saint Lucia ·
Saint Vincent en de Grenadines ·
Suriname ·
Trinidad en Tobago ·
Turks- en Caicoseilanden ·
Verenigde Staten